# Parc des Jardins du Monde
Planet Exotica es un jardín botánico comercial de 7,6 hectáreas de extensión. Se encuentra en Royan, Francia.

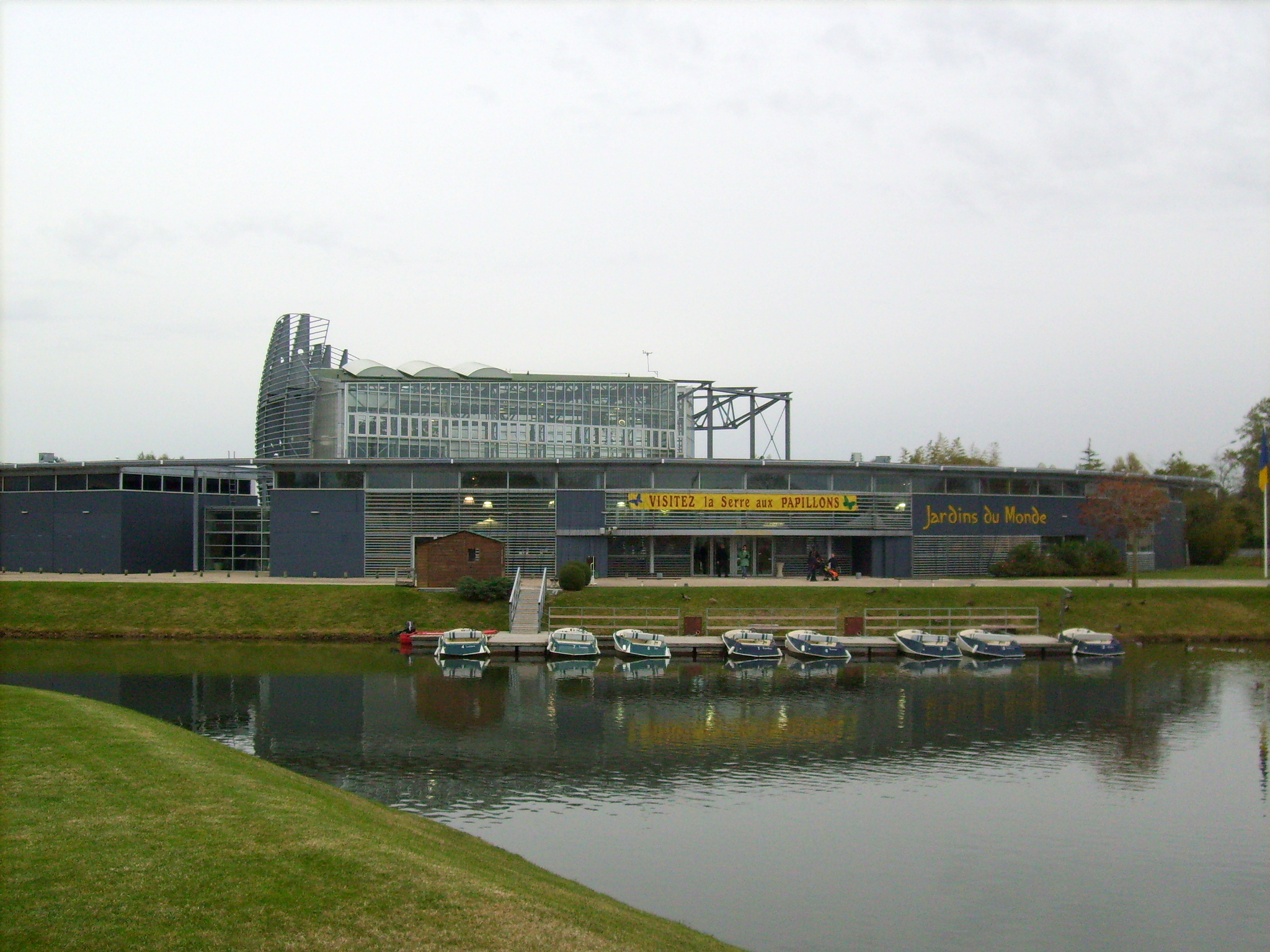
Vista de la entrada.

## Localización
Planet Exotica 5 avenue des Fleurs de la Paix, Royan, département du  Charente-Maritime, Nueva Aquitania, Francia.
Edificado en el corazón de marais de Pousseau, es una de las últimas marismas urbanas en la côte atlantique, se compone de diversos espacios temáticos. Las visitas al parque, en la que hay que pagar entrada, están alrededor de 100 000 visitantes por año (97 130 visitantes en 2007).

## Historia
El parque de "Jardins du monde" nació por iniciativa del alcalde Philippe Most a principios del 2000. Destinado a convertirse en uno de los principales proyectos de turismo de la ciudad balnearia, se ubica en el pantano Pousseau y reemplaza en parte el emplazamiento del antiguo estadio Pousseau.
La construcción comenzó en 2001 y el parque abrió sus puertas a los primeros visitantes a principios del verano de 2002. El parque goza de cierto renombre, favorecido por la plantación de un olivo 1.800 años de edad procedente de España y de su invernaderos tropicales donde crecen numerosas orquídeas.
Sin embargo, la asistencia que llegó a 100.000 visitantes en su inicio (y 80 000 visitantes en el 2010), la afluencia de visitantes no es suficiente para garantizar el equilibrio financiero del parque.
En el foco de una feroz controversia local, el parque ve su futuro seriamente cuestionado en la primavera de 2011 por el consejo de la ciudad, incluso teniendo en cuenta su cierre y reconversión de los edificios.
A pesar de la muerte anunciada, la « Société Flore sciences nature» (Sociedad Flora de Ciencias de la Naturaleza) es quién decide tomar las riendas del parque. El 26 de marzo de 2012, firmó un contrato con la ciudad de Royan de un acuerdo de ocupación temporal del dominio público que abarca un período de 25 años. El nuevo gerente, Marc Jaeger, decidió modernizar el concepto expositivo mediante la adición a la parte botánica de una parte animal, centrada en el mundo de los reptiles.

## Descripción
El parque debe una gran parte de su renombre a sus colecciones de orquídeas, que están consideradas entre las más importantes de Europa. Cerca de 3000 especímenes crecen bajo un gran invernadero donde se reconstruyó un clima tropical susceptible de garantizar su desarrollo. Las colecciones incluyen orquídeas silvestres botánicas así como orquídeas híbridas, algunas de las cuales son relativamente poco corrientes (orquídea araña, orquídea bailarina, psychopsis).
Un invernadero contiguo alberga colonias de mariposas originarias del mundo entero, evolucionando en libertad en torno a los visitantes. Contando entre las “estrellas” de este espacio preservado, a la Attacus atlas que está considerada como una de las mariposas más grandes del mundo (su envergadura alcanza 30 centímetros).
Un espacio distinto alberga una colección de bonsais, originarios de distintos países asiáticos, así como el jardín japonés, inspirado por las tradiciones budistas y sintoístas (jardín zen o karesansui). Se extiende sobre una hectárea, consta de grava rastrillada y grupos de rocas, cuya disposición aporta serenidad y facilita el despertar (en el sentido budista del término). Bambúes, una cascada y una charca donde evolucionan carpas koi, completan este conjunto. A algunas partes del jardín japonés, el laberinto de las brumas intenta reconstruir las condiciones del bosque húmedo, por medio de un sistema de riego que forma permanentemente una niebla artificial.
Con sus céspedes de un verde intenso, sus sendas, sus macizos de flores meticulosamente mantenidos, su cabina de teléfono a la inglesa y su quiosco en madera, el jardín inglés  intenta transponer un poco de la cultura británica en el centro del parque. A algunos metros de allí, el espacio mediterráneo ve codearse con especies resultantes de los perímetros del “ gran azul” como lavandas, palmeras y adelfas, y también campos de olivos. En el centro de este espacio se encuentra un viejo olivo de 1800 años. Bautizado Calig (del nombre de sonido del pueblo de origen, cerca de Valencia, en España), se plantó durante la época de los romanos. Su circunferencia alcanza nada menos que 7 metros, para un peso total de 16 toneladas!
La casa de la marisma es un espacio museístico que propone explicaciones sobre la fauna y la flora de la "marais de Pousseau", y también de las otras marismas de Charente-Maritime (marismas saladas, marismas gâts, marismas dulces).
Barcazas permiten surcar los canales del pantano de Pousseau y descubrir las principales especies silvestres (pájaros, batracios, pequeños mamíferos). Se crearon pequeñas islas plantadas con árboles con el fin de crear un bosque húmedo inspirado en las grandes ciénagas de Norteamérica.
Hay una pequeña galería a la entrada del parque alberga diversos comercios, un bar y un restaurante.